# Nectopsyche texana
Nectopsyche texana är en nattsländeart som först beskrevs av Banks 1905.  Nectopsyche texana ingår i släktet Nectopsyche och familjen långhornssländor. Inga underarter finns listade i Catalogue of Life.